# Esther Urbanski
Esther Urbanski (* 1974) ist eine deutsche Autorin, Regisseurin und Schauspielerin.
Sie absolvierte ihre Ausbildung zur Schauspielerin bei Schauspiel München. Darauf arbeitete sie mehrere Jahre im Film und Theater. Sie spielte u. a. in Peter Stauchs Calling Anne und neben Matthias Schweighöfer in Dominik Grafs Die Freunde der Freunde. Außerdem spielte sie u. a. am Münchener „Pathos Transport Theater“ in White Trailer Park Trash (2006). Als Regisseurin gab sie 2005 ihr Debüt beim Theaterfestival München mit dem Stück Angst. Es folgten zwei vom Kulturreferat der Stadt München geförderte Inszenierungen, in denen Esther Urbanski als Autorin, Regisseurin und Produzentin wirkte: Ich bin die Erbin (2007) und integration EVE (2009). Im Jahr 2012 absolvierte sie die Drehbuchwerkstatt München der Hochschule für Fernsehen und Film und arbeitet seitdem als Autorin.

## Filmographie (Auswahl)
- 1999: Calling Anne
- 2002: Die Freunde der Freunde

## Theater (Auswahl)
- 2006: White Trailer Park Trash, Pathos Transport Theater
- 2007: Ich bin die Erbin, Pathos Transport Theater
- 2009: integration EVE, Pathos Transport Theater